# Ghijsbert Theunisz. van Vianen

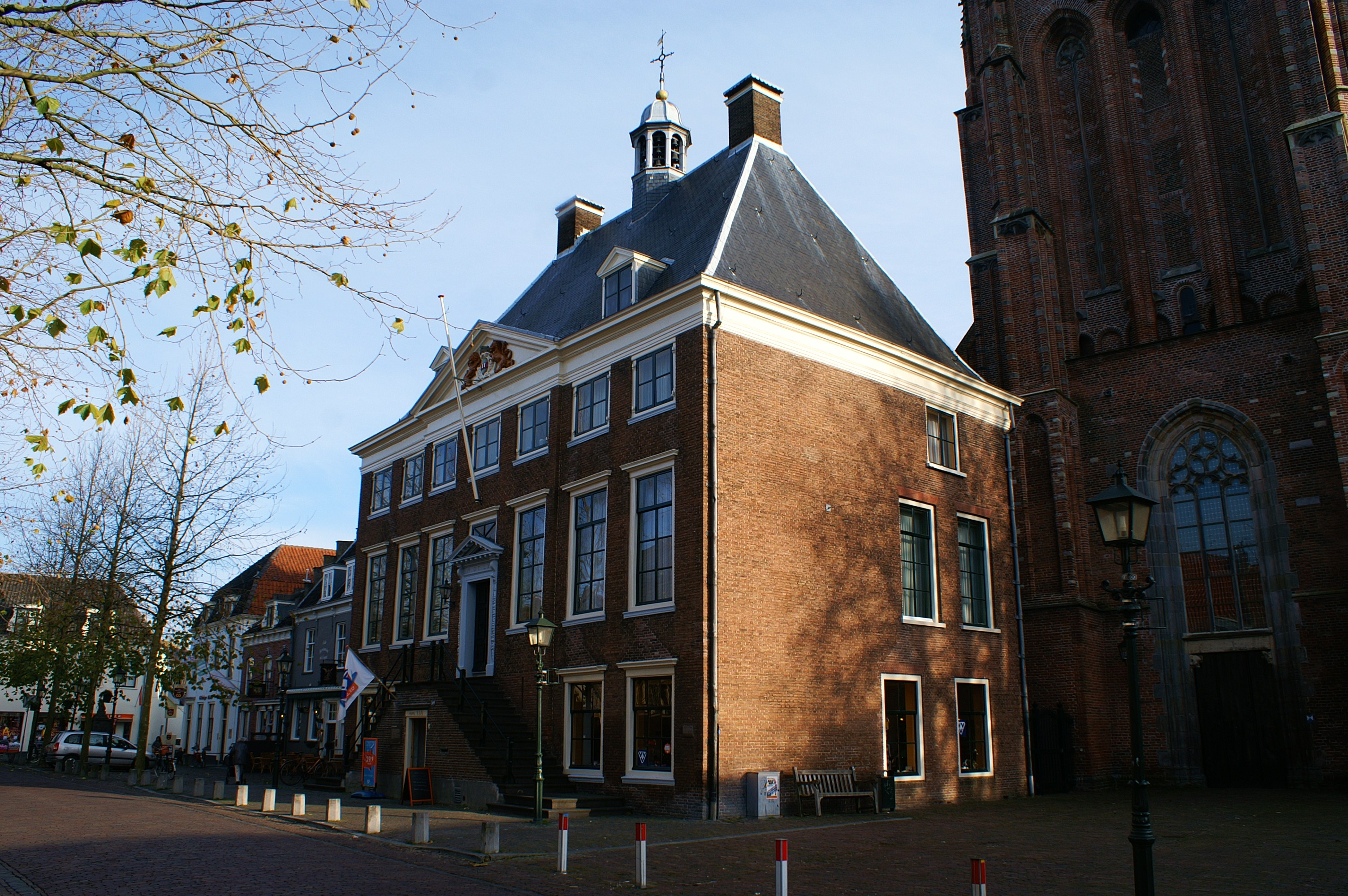
Stadhuis van Wijk bij Duurstede.

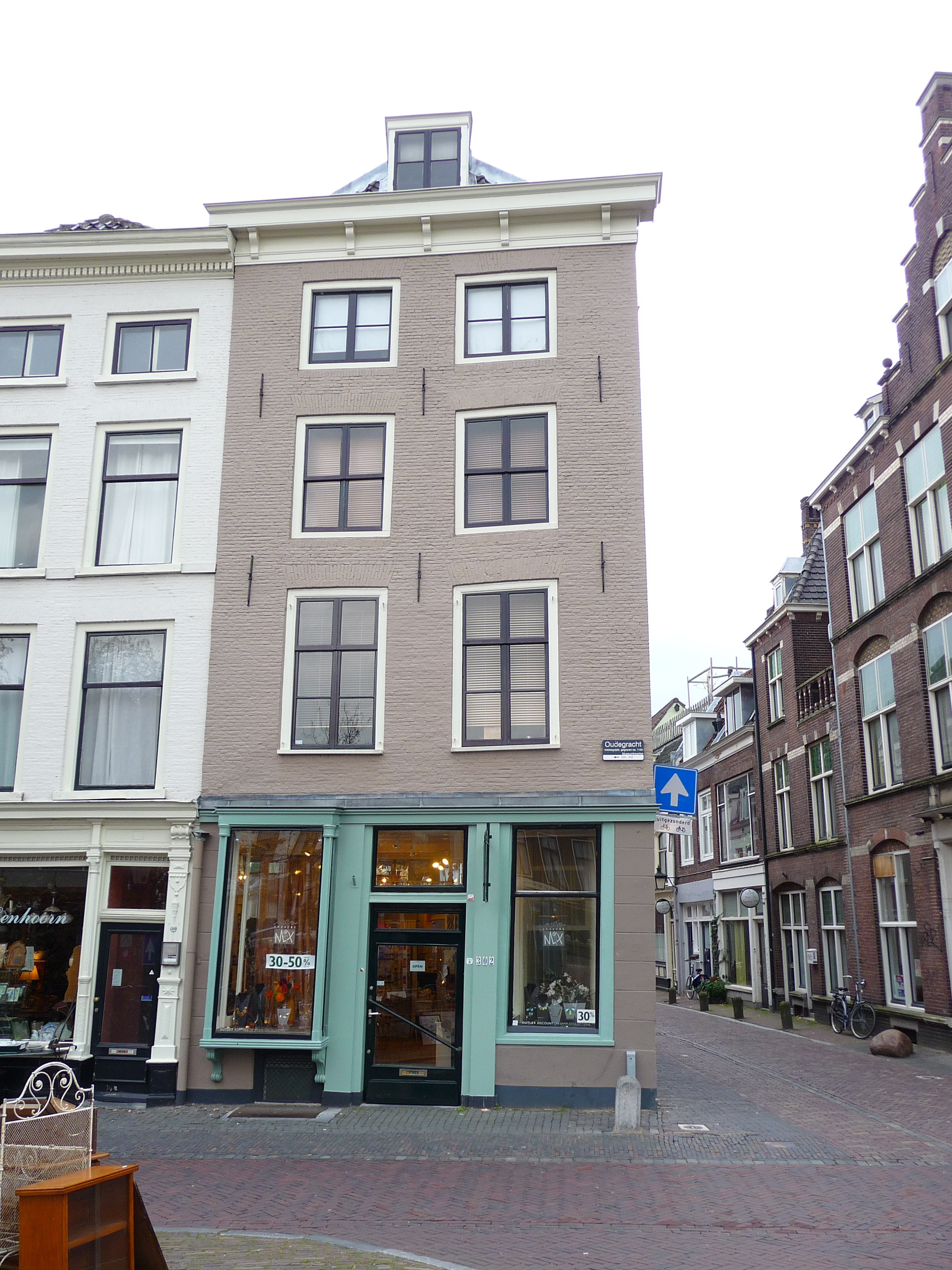
Woonhuis aan de Oudegracht 302, nadien verbouwd.

Ghijsbert Theuniszoon van Vianen (circa 1615 - Utrecht 5 mei 1707) was een bouwmeester die in de huidige Nederlandse provincie Utrecht actief was.
Hij werkte veelvuldig samen met zijn collega Peter Jansz. van Cooten. Beiden waren in 1654 deken van het steenbikkersgilde in de stad Utrecht. In de stad Utrecht werd hij tevens stadsmetselaar (stadsarchitect). Hij kocht daar in 1668 het huis aan de huidige Oudegracht 302 en ging er wonen. Tevens had hij een werkplaats aan de Boothstraat. 
Werk van Vincenzo Scamozzi was van belangrijke invloed op Ghijsbert Theunisz. van Vianen. 

## Bekende werken
- Nederlands Hervormde Kerk, Kerkstraat 3 in Renswoude, met Peter Jansz. van Cooten, circa 1640
- Keizerstraat 35, Utrecht, circa 1645 (vermoedelijk)
- Pieterskerkhof 5, kapittelzaal Pieterskerk, Utrecht, circa 1649
- Achter Sint Pieter 200, Utrecht, met Peter Jansz. van Cooten, circa 1650
- Ambachtstraat 5 (toegeschreven), Utrecht, met Peter Jansz. van Cooten, circa 1650
- Janskerkhof 11, Utrecht, circa 1650
- Muntstraat 4, Utrecht, met Peter Jansz. van Cooten, circa 1650
- Huis De Wiers, Nieuwegein, met Peter Jansz. van Cooten, circa 1653
- Kasteel Renswoude, Renswoude, met Peter Jansz. van Cooten, circa 1654
- Kerk/kapel bij Slot Zuylen, Oud-Zuilen, circa 1654
- Janskerkhof 15, 15a en 16, Utrecht, met Peter Jansz. van Cooten, circa 1660
- Boothstraat 13 en 15, Utrecht, circa 1662
- Martenshuis, Janskerkhof 16, met Peter Jansz. van Cooten, 1661-1663
- Keistraat 9, Utrecht, 1664
- Stadhuis van Wijk bij Duurstede, 1662
- Nieuwe westgevel Pieterskerk, Utrecht, 1677
- Herstelwerkzaamheden Dom van Utrecht, 1677-1682
- Verbouwing Janskerk, Utrecht, circa 1681
- Oudegracht 302, Utrecht, circa 1682